# Adenothamnus
Adenothamnus, monotipski biljni rod iz sjeverozapadnog Meksika smješten u porodicu glavočika, i podtribus Madiinae. Jedina vrsta je Adenothamnus validus, endem s poluotoka Baja California. Trajnica je žutih cvjetova i naizmjeničnih listova. Broj kromosoma je n = 14.
Rod je opisan Madroño 3: 6 (1935)